# Campeonato Europeo de Balonmano Masculino Sub-18

Campeonato Europeo de Balonmano Masculino Sub-18

El Campeonato Europeo de Balonmano Masculino Sub-18 es la máxima competición oficial de balonmano para selecciones masculinas Sub-18 en Europa. El mismo es organizada por la Federación Europea de Balonmano desde 1992. Anteriormente se lo llamaba Campeonato Europeo de Balonmano Masculino Juvenil, aunque a partir de 2004 tomó el nombre actual y se lo celebra en agosto (aproximadamente) de cada año par. 
Además de coronar al campeón europeo, el torneo otorga plazas para el Campeonato Mundial de Balonmano Masculino Juvenil.

## Torneos
| 1992 Detalle | Suiza               | Portugal            | 30–26 | Rusia           | España    | 23–19 | Noruega   |
| 1994 Detalle | Israel              | España              | 16–15 | Portugal        | Dinamarca | -     |           |
| 1997 Detalle | Estonia             | Suecia              | 28–24 | República Checa | Hungría   | 27–20 | Grecia    |
| 1999 Detalle | Portugal            | Hungría             | 24–23 | España          | Dinamarca | 22–19 | Rusia     |
| 2001 Detalle | Luxemburgo          | Rusia               | 27–24 | Dinamarca       | Suecia    | 37–19 | Rumania   |
| 2003 Detalle | Eslovaquia          | Islandia            | 27–23 | Alemania        | Dinamarca | 29–19 | Suecia    |
| 2004 Detalle | Serbia y Montenegro | Serbia y Montenegro | 27–20 | Croacia         | Dinamarca | 27–25 | Eslovenia |
| 2006 Detalle | Estonia             | Croacia             | 30–24 | Dinamarca       | Suecia    | 34–28 | Polonia   |
| 2008 Detalle | República Checa     | Alemania            | 31–27 | Dinamarca       | Suecia    | 42–35 | Islandia  |
| 2010 Detalle | Montenegro          | Croacia             | 27–26 | España          | Dinamarca | 28–27 | Alemania  |
| 2012 Detalle | Austria             | Alemania            | 30–29 | Suecia          | Dinamarca | 37–32 | España    |
| 2014 Detalle | Polonia             | Francia             | 33–30 | Hungría         | España    | 27–21 | Dinamarca |
| 2016 Detalle | Croacia             | Francia             | 40-38 | Croacia         | Alemania  | 32-31 | Eslovenia |
| 2018 Detalle | Croacia             | Suecia              | 32-27 | Islandia        | Dinamarca | 26-24 | Croacia   |
| 2021 Detalle | Croacia             | Alemania            | 34-20 | Croacia         | España    | 37-28 | Eslovenia |
| 2022 Detalle | Montenegro          | España              | 34-32 | Suecia          | Alemania  | 29-22 | Hungría   |
| 2024 Detalle | Montenegro          | Suecia              | 37-36 | Dinamarca       | Hungría   | 36-34 | Islandia  |

## Medallero
| Núm.  | País                | Oro | Plata | Bronce | Total |
| ----- | ------------------- | --- | ----- | ------ | ----- |
| 1     | Suecia              | 3   | 2     | 3      | 8     |
| 2     | Alemania            | 3   | 1     | 2      | 6     |
| 3     | Croacia             | 2   | 3     | 0      | 5     |
| 4     | España              | 2   | 2     | 3      | 7     |
| 5     | Francia             | 2   | 0     | 0      | 2     |
| 6     | Hungría             | 1   | 1     | 2      | 4     |
| 7     | Rusia               | 1   | 1     | 0      | 2     |
|       | Portugal            | 1   | 1     | 0      | 2     |
|       | Islandia            | 1   | 1     | 0      | 2     |
| 10    | Serbia y Montenegro | 1   | 0     | 0      | 1     |
| 11    | Dinamarca           | 0   | 4     | 7      | 11    |
| 12    | República Checa     | 0   | 1     | 0      | 1     |
| Total | Total               | 17  | 17    | 17     | 51    |